# Formula Acceleration 1
La Formula Acceleration 1 est une compétition de sport automobile, créée en 2014 par l'association International Sport Racing Association (ISRA), basé aux Pays-Bas, dans le cadre du festival Acceleration 2014. Après une saison d'existence, la Formula Acceleration 1 fusionne avec l'Auto GP.

## Concept
S'inspirant du concept de l'A1 Grand Prix, disparu en 2009, le championnat regroupe des nations de tous les horizons. Le vainqueur de la formule est récompensé d'un budget pour la saison suivante de Formula Acceleration 1 et d'un test en GP2 Series.

## Format des courses
| Jour     | Durée  | Évènement                                                      |
| -------- | ------ | -------------------------------------------------------------- |
| Vendredi | 30 min | Essais libres 1                                                |
| Vendredi | 30 min | Essais libres 2                                                |
| Vendredi | 30 min | Qualification pour la course 1 (1 point pour la pole position) |
| Samedi   | 30 min | Qualification pour la course 2 (1 point pour la pole position) |
| Samedi   | 30 min | Course 1 (un arrêt aux stands obligatoire)                     |
| Dimanche | 45 min | Course 2 (deux arrêts aux stands obligatoires)                 |

### Système de points

#### Points de la course 1
| Position | 1er | 2e | 3e | 4e | 5e | 6e | 7e | 8e | 9e | 10e | Pole | MT |
| Points   | 20  | 15 | 12 | 10 | 8  | 6  | 4  | 3  | 2  | 1   | 1    | 1  |

#### Points de la course 2
| Position | 1er | 2e | 3e | 4e | 5e | 6e | 7e | 8e | 9e | 10e | Pole | MT |
| Points   | 25  | 18 | 15 | 12 | 10 | 8  | 6  | 4  | 2  | 1   | 1    | 1  |

## Nations participantes

### 2014
Entre parenthèses, le nom du pilote no 1
- Champion : Pays-Bas (Nigel Melker)
- 2e : Italie (Mirko Bortolotti)
- 3e : Suède (Felix Rosenqvist)
- 4e : Slovaquie (Richard Gonda)
- 5e : Allemagne (Sebastian Balthasar)
- 6e : Chine (Armando Parente)
- 7e : Portugal (Sergio Campana)
- 8e : France (Alessio Paricello)
- 9e : Mexique (Luis Michael Dörrbecker)
- 10e : Royaume-Uni (Dani Clos)
- 11e : Espagne (Oliver Campos-Hull)
- 12e : Venezuela (Dennis Lind)

## Palmarès
| Saison | Écurie | Châssis     | Moteur | Pneumatiques | Nation championne | Pilote champion         | Victoires | Nombre de manches |
| ------ | ------ | ----------- | ------ | ------------ | ----------------- | ----------------------- | --------- | ----------------- |
| 2014   | Azerti | Lola B05/52 | Zytek  | Michelin     | Pays-Bas          | Nigel Melker (Pays-Bas) | 5         | 10                |